# Накаяма, Масатоси
Накаяма Масатоси ( яп. 中山正敏, 13 апреля 1913, преф. Ямагути, Японская Империя — 15 апреля 1987, Токио, Япония) — японский мастер и популяризатор каратэ-до, обладатель 10-го дана (10-й дан присвоен посмертно), ученик Фунакоси, один из создателей современного Сётокан, шеф-инструктор Японской ассоциации каратэ-до (JKA), профессор факультета физического образования Такусёкского университета. Автор публикаций и книг по каратэ, преподаватель каратэ, воспитавший много знаменитых мастеров: его учениками были Канадзава, Нисияма, Яхара, Эноэда, Миками, Касэ и другие.

## Биография
Масатоси Накаяма родился в 1913 году в Японии, в префектуре Ямагути в семье военного врача и преподавателя кэндо. Дед Накаямы принадлежал к самурайскому клану Санада, поэтому будо всегда было частью семьи Накаямы и перед поступлением в университет он занимался кэндо.
В 1932 году в тайне от отца Масатоси поступил в университет Такусёку, так как это был лучший, по мнению Накаямы, университет для тренировок и обучения с последующей стажировкой и преподаванием за рубежом. В университете он изучал севернокитайский язык и китайскую историю, что предопределило его поездку в Китай в конце 30-х годов. В поисках группы кэндо Накаяма пришёл в один из тренировочных залов и, неправильно изучив расписание, попал на занятие по каратэ-до. Накаяма читал немного о каратэ, а движения занимающихся показались ему очень забавными. Но когда один из учеников предложил ему попробовать самому, будущий мастер понял, что не всё так просто. Поначалу он испытывал трудности, например, ему не удавалось добиться хорошей растяжки, но, занимаясь с большим упорством, Накаяме удалось достигнуть очень высоких результатов.
В 1935 году Накаяма путешествовал по Большому Хингану во Внутренней Монголии.
В 1937 году Накаяма по студенческому обмену поехал в Пекин для изучения китайского языка, обществоведения и истории. Изначально Накаяма не был воодушевлен китайскими боевыми искусствами, поскольку в них большое внимание уделялось круговым движениям, что, как казалось Накаяме, приводило к потере концентрации. Однако, после занятий с несколькими преподавателями, мнение Накаямы изменилось.
Основным учителем Накаямы в Китае был Пай, пожилой мастер одного из северных стилей. Под воздействием хорошей техники работы ногами, характерной для северных стилей, Накаяма разработал два новых технических действия ногами: тайсоку-укэ (прессингующий блок стопой или голенью) и ура-маваси-гэри (круговой удар ногой с разворотом). Эти техники с разрешения Фунакоси были введены в Сётокан в 1946 году, после возвращения Накаямы в Японию.
После возвращения из Китая Накаяма намеревался преподавать китайский язык, но из-за экономического и социального хаоса, царившего в Японии в первые послевоенные годы, это ему не удалось и мастеру каратэ пришлось зарабатывать на жизнь торговлей нижним бельём.
Накаяма был одним из старших инструкторов по рукопашному бою ВВС США. Преподавание американским ученикам позволило ему понять, что нужно более подробно объяснять, почему в каратэ используется такая, а не иная техника. Американцы, в отличие от японцев, требовали обоснований движений, поэтому японские инструкторы начали анализировать технику и дали ей теоретические объяснения, основанные на законах физики.
В 1948 году в Японии был снят запрет на каратэ, и в 1949 году Фунакоси провел собрание с целью обсуждения будущего каратэ. На этом собрании было сформировано ядро Японской ассоциации каратэ-до (JKA), в котором Накаяма стал руководителем технического комитета. Были разработаны технические и экзаменационные стандарты. Под контролем Фунакоси Накаяма начал формировать инструкторскую программу. Благодаря разработанным правилам ведения спортивных поединков, схватки каратистов стали менее кровавыми и травмоопасными. После смерти Фунакоси Накаяма был избран главным инструктором JKA.
Сам Накаяма участвовал в боях довольно долго — свой последний поединок он провёл в 52-летнем возрасте и завершил его победой.
Помимо каратэ Накаяма занимался горными лыжами и был инструктором по этому виду спорта. В 1971 году в Японских Альпах он попал в снежную лавину и чуть не погиб — врачи предрекали ему смерть через несколько дней, и родственники съехались для прощания. Однако, несмотря на запрет врачей, Накаяма вернулся к тренировкам, утверждая, что они помогают восстановить силы.
Масатоси Накаяма умер 15 апреля 1987 года.

## Книги
Масатоси Накаяма написал следующие книги о каратэ:
- Накаяма М. Динамика каратэ / Пер. с англ. А. Куликова. — М.: ФАИР-ПРЕСС, 1999. — 304 с. — (Боевые искусства). — ISBN 5-8183-0138-9.
- Лучшее каратэ
- Накаяма М., Дрэгер Ф. Донн. Практическое каратэ на улице / Пер. с англ.. — М.: ФАИР-ПРЕСС, 2000. — 288 с. — (Боевые искусства). — ISBN 5-8183-0130-3.

В книгах Накаямы не только описываются различные техники каратэ и методы тренировок, но даётся так же теоретическое обоснование техники с точки зрения физики и анатомии. Помимо книг Накаяма является автором многочисленных публикаций в периодических изданиях и ряда видеофильмов.

## Высказывания
«Если каратэ практикуется только как техника ведения боя, то об этом можно только сожалеть. Основные приёмы изучались, развивались долгие годы, но для того, чтобы стать эффективными, доминирующую роль в этом искусстве самообороны должен играть духовный аспект».
«Участие в соревнованиях не является единственной целью каратэ-до. Физические тренировки и самозащита также не являются исключительной целью каратэ-до. Всё это составные части каратэ-до. Всё это важно для достижения конечной цели каратэ-до, которая заключается не в победе над другими, а победе над собой. Пока не преодолеем себя, как можем мы надеяться преодолеть других?»